# Eudimorphodon
Eudimorphodon var ett släkte av flygödlor som upptäcktes 1973 av Mario Pandolfi nära Bergamo, Italien och beskrevs samma år av Rocco Zambelli.
Eudimorphodon levde under slutet av trias och hade ett vingspann på omkring 75 centimeter. Halsen var kort och dess beniga svans utgjorde halva dess längd.